# سينتيا صالحة
سينتيا حكمت صالحة (12 يناير 2003) هي لاعبة كرة قدم لبنانية تلعب كجناح أو لاعبة خط وسط لنادي أكاديمية بيروت والمنتخب اللبناني؛ بدأت مشوارها مع نادي الإخاء الأهلي عاليه عام 2018، وانضمت إلى نادي الصفا وفازت معهم بلقب الدوري، وفي عام 2021، ظهرت لأول مرة على المستوى الدولي مع منتخب لبنان، وسجلت هدفها الأول في مرمى السودان في كأس المرأة العربية 2021، وساعدت لبنان على احتلال المركز الثاني في بطولة اتحاد غرب آسيا لكرة القدم للسيدات 2022.

## مهنة النادي
لعبت لصالح نادي الإخاء الأهلي عاليه. وفي أكتوبر 2020 انضمت إلى نادي صفا. وسجلت 13 هدفًا للصفاء في موسم 2020–21، وساعدت فريقها على الفوز بلقب الدوري الأول. كما أنهت موسم 2021-22 كأفضل هداف برصيد 20 هدفًا. ثم انضمت إلى أكادمية بيروت في 24 سبتمبر 2022، لتحقق مع النادي 29 هدفًا وسبع تمريرات حاسمة في 13 مباراة في موسم 2022–23، وتوجت هداف الدوري للمرة الثالثة على التوالي، وساعدت النادي على احتلال المركز الثاني.

## مهنة دولية

### شباب
لعبت مع منتخب لبنان تحت 15 سنة في بطولة اتحاد غرب آسيا لكرة القدم للفتيات تحت 15 سنة 2018، والتي احتل فيها لبنان المركز الثاني. وشاركت في بطولة اتحاد غرب آسيا لكرة القدم للفتيات تحت 18 سنة 2019، والتي فاز فيها منتخب لبنان تحت 18 بالبطولة.

### المنتخب الوطني
ظهرت لأول مرة دوليًا مع منتخب لبنان في 8 أبريل 2021، حيث دخلت كبديل في مباراة ودية ضد أرمينيا. وسجلت أول هدفين لها في 30 أغسطس 2021، في الفوز بنتيجة 5-1 على السودان في كأس المرأة العربية 2021. أستدعيت لتمثيل لبنان في بطولة اتحاد غرب آسيا لكرة القدم للسيدات 2022  حيث ساعدت فريقها على احتلال المركز الثاني.

## الإحصائيات

### دولية
| لا. | تاريخ          | مكان                                      | الخصم                    | نتيجة | حصيلة | مسابقة                       | مراجع  |
| --- | -------------- | ----------------------------------------- | ------------------------ | ----- | ----- | ---------------------------- | ------ |
| 1   | 30 أغسطس 2021  | ستاد أكاديمية الشرطة، القاهرة، مصر        | السودان                  | 4-0   | 5-1   | كأس العرب للسيدات 2021       | [ 16 ] |
| 2   | 30 أغسطس 2021  | ستاد أكاديمية الشرطة، القاهرة، مصر        | السودان                  | 5-0   | 5-1   | كأس العرب للسيدات 2021       | [ 16 ] |
| 3   | 21 أكتوبر 2021 | ملعب دولين أومورزاكوف، بيشكيك، قيرغيزستان | الإمارات العربية المتحدة | 1–0   | 1-0   | تصفيات كأس آسيا للسيدات 2022 | [ 17 ] |
| 4   | 19 فبراير 2023 | ملعب فؤاد شهاب، جونيه، لبنان              | مصر                      | 1-0   | 1-2   | ودية                         |        |

## الإنجازات
صفاء
- بطولة اتحاد غرب آسيا للأندية للسيدات: 2022
- الدوري اللبناني لكرة القدم للسيدات: 2020–21
- كأس السوبر اللبناني للسيدات: 2021–22

أكادمية بيروت
- الدوري اللبناني لكرة القدم للسيدات: 2022–23

لبنان تحت 15 سنة
- بطولة اتحاد غرب آسيا تحت 15 سنة للفتيات: المركز الثاني: 2018

لبنان تحت 18 سنة
- بطولة اتحاد غرب آسيا لكرة القدم للفتيات تحت 18 سنة: 2019.[18]

لبنان
- وصيف بطولة اتحاد غرب آسيا لكرة القدم للسيدات: 2022

فردي
- أفضل هدافي الدوري اللبناني لكرة القدم للسيدات: 2020–21، 2021–22، 2022–23

## روابط خارجية
- سينتيا صالحة على موقع أف آي لبنان (FA Lebanon)
- سينتيا صالحة على الأرشيف الرياضي العالمي